# 曹荣桂
曹荣桂（1938年12月—），男，山东人，中华人民共和国政治人物，曾任北京医学院附属口腔医院院长，中华人民共和国卫生部副部长，中国医院协会会长。